# Markus Gandler
Markus Gandler, né le 20 août 1966 à Kitzbühel (Tyrol), est un fondeur autrichien, des années 1990.

## Biographie
Markus Gandler fait partie de l'équipe pour les Jeux olympiques d'hiver de 1988, mais ne court aucune épreuve.
Dans la Coupe du monde, il obtient son unique podium individuel en terminant troisième à Canmore durant la saison 1989-1990.
En 2006, alors responsable de l'équipe de ski nordique autrichienne, qui est frappée par une affaire de dopage (des substances illicites ont été retrouvées dans leur camp), il fait partie de ceux mis en cause. En 2007, le Comité international olympique le bannit de toute participation future aux Jeux olympiques.
Il devient directeur des compétitions à la fédération autrichienne de ski (section ski de fond/biathlon).
Il est le père de la biathlète Anna Gandler.

## Palmarès

### Jeux olympiques
- Jeux olympiques d'hiver de 1998 à Nagano :
  -  Médaille d'argent sur 10 km.

### Championnats du monde
- Championnats du monde de ski nordique 1999 à Ramsau :
  -  Médaille d'or en relais 4 × 10 km.

### Coupe du monde
- Meilleur classement général : 17e en 1990, 1995 et 1996.
- 1 podium individuel : 1 troisième place.